# V (álbum de Jonas Brothers)
V pudo haber sido el quinto álbum de estudio de la banda Jonas Brothers. El primer álbum que pudo haberse publicado bajo su propio sello discográfico, Jonas Brothers Recordings. Antes del supuesto lanzamiento de este, la banda decidió revelar su nombre en el primer concierto del tour de verano 2013, en Chicago, el día 10 de julio del 2013. Dos sencillos fueron promocionados, previo al cancelamiento del álbum. Pom Poms, lanzado el 2 de abril de 2013 y First Time (apareciendo por primera vez Kevin Jonas como una de las voces principales) lanzado el 25 de junio de 2013 ambos con una recepción mixta por parte de críticos de música y fans de la banda.
En el año 2019, posterior a lanzar oficialmente su quinto álbum de estudio Happiness Begins, el álbum fue lanzado en vinilo exclusivamente para el Jonas Vynil Club.

## Antecedentes
- El 6 de marzo del 2012, los Jonas Brothers dieron a conocer un video a través de Twitter, donde se les veía en una especie de estudio en el departamento de Nick, junto al video agregaron en hashtag "#JonasBrothers2012", lo que sugirió que una reunión se estaba produciendo.
- El 17 de agosto del 2012, Ryan Seacrest anunció en su programa On Air with Ryan Seacrest, el primer concierto de Jonas Brothers, el reencuentro después de una larga ausencia de 3 años.
- En septiembre del 2012, los hermanos anunciaron dos conciertos en Rusia, los cuales tuvieron lugar en San Petersburgo y Moscú, el 6 de noviembre de 2012 y el 8 de noviembre de 2012, respectivamente.
- El 11 de octubre del 2012 realizaron su primer show, luego de 3 años, en el Radio City Music Hall, el cual fue agotado rápidamente por fanes que llevaban tiempo esperando su regreso. Debido a esto, la banda decidió transmitir su show a través de internet, permitiendo que este reencuentro fuera visto alrededor de todo el mundo.

En esta ocasión, 3 nuevas canciones, "Let's Go", "First time" y "Wedding Bells" fueron presentadas.
- El 2 de abril del 2013, lanzan el primer sencillo de su nuevo álbum, "Pom Poms" a través de iTunes, y un día después publicaron el video oficial de la canción en su cuenta de Youtube.
- El 10 de abril del 2013 Universal Music Group anunció que habían firmado una licencia junto a los Jonas Brothers para poder vender sus discos en todo el mundo.
- El 16 de junio del 2013, los chicos presentaron su segundo sencillo "First Time" y mostraron una previa de su canción "Neon", en la presentación en traje de baño del Miss USA 2013
- El 25 de junio del 2013 fue el lanzamiento oficial por iTunes del segundo sencillo "First Time".
- El 10 de julio del 2013, durante el primer concierto de su tour, anunciaron el nombre oficial del disco y presentaron 4 nuevas canciones.
- El 29 de octubre de 2013 anunciaron su separación y se canceló el lanzamiento de lo que sería su más reciente álbum.
- El 26 de noviembre se libera a través de Team Jonas, LiVe, el cual fue lanzado gratuitamente y en sustitución del anterior.

## Sencillos
"Pom Poms" es el primer sencillo del álbum y fue oficialmente liberado el 2 de abril del 2013, a través de estaciones de iTunes, pero algunos fanes ya había logrado escuchar a canción y ver el video por una filtración en el canal oficial de la banda en YouTube, el día 30 de marzo del 2013. El video oficial de la canción fue lanzado el 2 de abril por E! News y posteriormente en YouTube el 3 de abril del 2013.
El segundo sencillo fue "First Time", el cual se lanzó el día 25 de junio por iTunes, a pesar de que la canción ya era conocida por los fanes, estos la esperaron con igual entusiasmo. Lamentablemente por un error en iTunes la canción se liberó antes, lo cual desató el enojo de la banda por Twitter.

## Lista de canciones
| N.º          | Título                    | Duración |  |
| 1.           | «Pom Poms»                | 3:18     |  |
| 2.           | «Wedding Bells»           | 4:05     |  |
| 3.           | «Mr. Nice»                |          |  |
| 4.           | «Neon»                    | 3:36     |  |
| 5.           | «First Time»              | 3:48     |  |
| 6.           | «Let's Go (feat. Karmin)» |          |  |
| 7.           | «What Do I Mean»          | 3:25     |  |
| 8.           | «Don't Say»               |          |  |
| 9.           | «The World»               | 2:35     |  |
| 10.          | «Found»                   | 3:25     |  |
| 11.          | «Sandbox»                 |          |  |
| undetermined |                           |          |  |